# Grafengehaig
Grafengehaig er en købstad (markt) i Landkreis Kulmbach, Regierungsbezirk Oberfranken i den tyske delstat Bayern. Dene er en del af Verwaltungsgemeinschaft Marktleugast.

## Geografi
Grafengehaig ligger i Naturpark Frankenwald.

### Inddeling
Ud over Grafengehaig, er der i kommunen disse landsbyer og bebyggelser
| - Bromenhof - Eppenreuth - Guttenberger Hammer - Hetzenhof - Hintererb - Höhhof - Hohenreuth - Horbach - Hübnersmühle - Hüttenbach - Mehlthaumühle - Mesethmühle - Oberweißenstein | - Rappetenreuth - Schindelwald - Schlockenau - Seifersreuth - Vollauf - Vollaufmühle - Vordererb - Walberngrün - Waldhermes - Weidmes - Weiglas - Weißenstein - Zegast |